# Yannick Parent
Pour les articles homonymes, voir Parent.
Pas d'image ? Cliquez ici

a Compétitions nationales et continentales officielles uniquement.

b Matchs officiels uniquement.
Dernière mise à jour le 15 mai 2020.
Yannick Parent, né le 19 octobre 1986 à Perpignan (Pyrénées-Orientales), est un joueur et entraîneur français de rugby à XV.

## Biographie
Né à Perpignan, Yannick Parent commence le rugby à XV dès l'âge de 4 ans à l'école de rugby de Villelongue-de-la-Salanque. Son père y occupe les fonctions d'entraîneur et de président. Il rejoint l'USA Perpignan en minimes, où il est champion de France cette année-là. Il obtient un titre de champion de France reichel. En espoir, il peut s'entraîner avec le groupe pro.
En 2009, il est champion de France avec l'USA Perpignan et finaliste la saison suivante.
En 2010, il signe un contrat de deux ans avec l'USA Perpignan avant d'être prêté au CA Saint-Étienne,.
En 2012, il rejoint le Céret sportif puis il part au Salanque Côte Radieuse XV (SCR XV).
Il est sélectionné en équipe de France de rugby à XV des moins de 18 ans.
Yannick Parent est pompier volontaire à Canet-en-Roussillon et passe le concours pour devenir pompier professionnel.
Il est sélectionné avec l'équipe de France de rugby à XV des pompiers en 2013,,, et en 2015,. Il entraîne le Rugby Pompiers Catalans (RPC) qui remporte le championnat de France de rugby des sapeurs-pompiers en 2017,.
En 2016, il devient le nouvel entraîneur des avants du SCR XV.
En 2019, il devient le parrain du Salanque Méditerranée XV (SM XV).

## Palmarès
- Championnat de France :
  - Champion : 2009 avec l'USA Perpignan
  - Finaliste : 2010 avec l'USA Perpignan